# Valle (Comeno)
Valle, o Valle di Brestovizza (in sloveno Vale, in tedesco Walle) è un paese della Slovenia, frazione del comune di Comeno.
La località , che si trova nel vallone di Brestovizza (Brestovški dol) a 136.3 metri s.l.m. ed a 6.5 kilometri dal confine italiano, è situata a nord-est del Monte Ermada e confina direttamente con l'Italia.

Nell'insediamento (naselja) è inoltre presente la frazione di Maieri (Majerji).
Durante il dominio asburgico Valle fu frazione del comune di Brestovizza in Valle.

## Geografia fisica
Rappresentato nella carta IGM al 25.000: 40A-III-NE

## Alture principali
Cima Cescove (Bezgov vrh), mt 206.9